# Лысковский уезд
Лысковский уезд — административно-территориальная единица в составе Нижегородской губернии, существовавшая в 1920—1929 годах. Уездный город — Лысково.

## История
Уезд образован в 1920 году в результате перенесения центра Макарьевского уезда в город Лысково и переименования уезда в Лысковский.
В 1923 году в состав уезда вошли территории упраздненных Васильсурского и Княгининского уездов.
14 января 1929 года Нижегородская губерния и все её уезды были упразднены, большая часть Лысковского уезда вошла в состав Лысковского района Нижегородской области.

## Административное деление
В 1926 году в уезде было 13 волостей:
- Больше-Мурашкинская
- Валковская
- Венецкая
- Воротынецкая
- Каменская
- Кекинская
- Кисловская
- Княгининская
- Лысковская
- Прудищенская
- Работкинская
- Спасская
- Троицкая

## Население
По итогам всесоюзной переписи населения 1926 года население уезда составило 234 942 чел., из них городское — 19 786 человек.